# Вудлин (Њу Џерзи)
Вудлин (енгл. Woodlynne) град је у америчкој савезној држави Њу Џерзи.

## Демографија
По попису из 2010. године број становника је 2.978, што је 182 (6,5%) становника више него 2000. године.
| Група             | 2000.         | 2010.         |
| Белци             | 1.184 (42,3%) | 532 (17,9%)   |
| Афроамериканци    | 635 (22,7%)   | 999 (33,5%)   |
| Азијати           | 343 (12,3%)   | 289 (9,7%)    |
| Хиспаноамериканци | 576 (20,6%)   | 1.140 (38,3%) |
| Укупно            | 2.796         | 2.978         |